# Długość zredukowana
Długość zredukowana – parametr wahadła fizycznego.
Jest to taka długość wahadła matematycznego, które wykonuje drgania o takim samym okresie jak dane wahadło fizyczne.
Okres drgań wahadła fizycznego i odpowiadający mu okres drgań wahadła matematycznego jest równy:
{\displaystyle T=2\pi {\sqrt {\frac {I}{mgl_{r}}}},}
{\displaystyle T=2\pi {\sqrt {\frac {l}{g}}}.}
Z tych zależności można zapisać:
{\displaystyle l_{r}={\frac {I}{ml}},}
gdzie:
{\displaystyle I} – moment bezwładności wahadła względem osi obrotu [kg·m²],
{\displaystyle m} – masa wahadła [kg],
{\displaystyle l} – odległość od osi obrotu do środka ciężkości [m].
Znajomość długości zredukowanej wahadła fizycznego pozwala na obliczenie jego okresu ze wzoru na okres wahadła matematycznego
{\displaystyle T=2\pi {\sqrt {\frac {l_{r}}{g}}},}
gdzie:
{\displaystyle g} – przyspieszenie ziemskie [m/s²].
Aby wyznaczyć długość zredukowaną, wykorzystuje się właściwość wahadła fizycznego polegającą na tym, że jeśli wahadło zawieszone jest na osi przechodzącej przez punkt A, a następnie przez punkt B posiada ten sam okres, wówczas odległość między tymi punktami jest długością zredukowaną tego wahadła. Właściwość ta wykorzystywana jest w wahadle rewersyjnym.

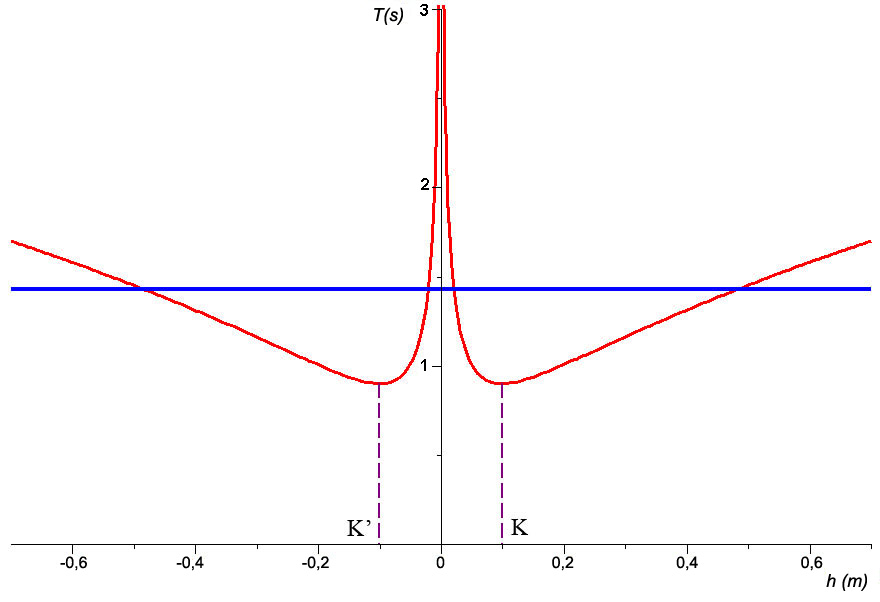
Okres drgań wahadła fizycznego w zależności od odległości środka masy od punktu zawieszenia. K = I_{c}/m

Moment bezwładności wahadła względem osi obrotu zależy od odległości od środka masy wg twierdzenia Steinera, co prowadzi do zależności długości zredukowanej od odległości między zawieszeniem a środkiem masy:
{\displaystyle I=I_{c}+ml^{2},}
{\displaystyle l_{r}={\frac {I_{c}+ml^{2}}{ml}}={\frac {I_{c}}{m}}{\frac {1}{l}}+l.}
Z wyrażenia tego wynika, że długość zredukowana wahadła, a tym samym okres wahań dla danej bryły zależy tylko odległości między środkiem masy i punktem zawieszenia wahadła.
Długość zredukowana wahadła fizycznego osiąga minimum dla:
{\displaystyle l_{rm}={\sqrt {\frac {I_{c}}{m}}}.}
Minimalna długość zredukowana wahadła jest równa promieniowi bezwładności względem środka masy bryły.
Dlatego minimalny okres wahań bryły wynosi:
{\displaystyle T_{m}=2\pi {\sqrt {{\sqrt {\frac {I_{c}}{m}}}{\frac {1}{g}}}}=2\pi {\sqrt[{4}]{\frac {I_{c}}{mg^{2}}}}.}